# FMRI hazugságvizsgálat
Az fMRI hazugságvizsgálatban az agyi aktivitás eltérései segítségével lehet felismerni, hogy egy személy hazudik. Az elmúlt évtizedben több tucat ehhez kapcsolódó  kutatásról jelent meg tudományos publikáció. Az eredmények ígéretesek, de a módszer még fejlesztés alatt áll, egyelőre nem elég megbízható ahhoz, hogy valós körülmények közt döntő bizonyítékként szolgálhasson. A módszer szélesebb körű felhasználásában az fMRI készülék magas költsége, és a működtetéséhez szükséges magas szakképzettség is korlátot jelent.

## Háttér és eddigi kutatások
A legelterjedtebb hazugságvizsgálati eszköz a poligráf, amely a periférikus idegrendszer aktivitásának hatásait méri, amelyek viszont csak esetleges következményei a központi idegrendszer kognitív folyamatainak. Közvetlenül a központi idegrendszer aktivitásait lehet mérni többek közt agyi képalkotó eljárások segítségével. A 2000-es évek elején jelentek meg az első cikkek, amelyek fMRI (functional magnetic resonance imaging) segítségével korrelációkat mutattak ki megtévesztő kijelentések és egyes agyi területek aktivitása között. Azóta ezzel kapcsolatban számos tanulmány jelent meg, amelyekben a vizsgálatok pontossága jellegzetesen 70-95%, azaz ekkora százalékban lehetséges helyesen megkülönböztetni a hazugságokat az igaz állításoktól.

## Kísérleti módszer
A tanulmányok leggyakrabban egy úgynevezett megtévesztés megkülönböztetés módszert alkalmaznak, amely során az adott személynél összehasonlítanak két olyan helyzetet, amelyekben a különbség a válasz hazugság vagy igazság tartalma: általában feltesznek két hasonló kérdést, és a személynek az egyikre igazat, a másikra pedig hazugságot kell mondania. Így például egy bűntényt szimuláló kísérletben egy gyűrű ellopása esetén megkérdezik a személytől, hogy „Ellopott Ön egy gyűrűt?” és „Ellopott Ön egy karórát?”. A döntő különbség pedig az, hogy a gyűrűt ellopó bűnös személy az egyik válasz esetén, amikor nemet mond, hazudni fog (amíg ártatlan személy esetén nincs jelentős különbség). Ezt a különbséget lehet észlelni fMRI-vel a válaszadás során mért agyi folyamatok vizsgálatával.

## Idegrendszeri vonatkozások
Az fMRI a vér-oxigén szint helyi változásait észleli az agyban, amiből az adott területek idegi aktivitására lehet következtetni. A különböző kapcsolódó kutatásokban kapott eredmények közt jelentős különbségek vannak, még a hasonló módszereket használó tanulmányok találatai sem teljesen egyeznek. A prefrontális kéregről lehet csak elmondani, hogy hazugság esetén minden kutatásban növekedett aktivációt találnak egyes területein. További két terület, amelyek aktivitásának eltérését jellegzetesnek találták: az anterior cinguláris kéreg, és a parietális kéreg, pontosabban ezek bizonyos alterületei. Ezen agyi struktúrákhoz köthető a válasz gátlása (anterior cinguláris kéreg, és részben prefrontális kéreg), illetve a figyelem és a kontextuális folyamatok vezérlése (prefrontális kéreg és parietális kéreg). Erre alapozva a hazugságot úgy próbálják modellezni, mint az igazság legátolását, és egy hazugság létrehozását, amíg az igazság egy olyan egyszerű „rutin” válasz, amit posterior (hatulsó) agyi struktúrák közvetítenek, és általánosan kisebb agyi aktivitást vált ki. Hasonló következtetésre jutott egy újabb meta-elemzés számos kutatás összegzésének eredményeként, amelyben pontosabban meghatároztak három területet, amelyekről valószínűsíthető, hogy szerepük van a megtévesztéses viselkedés folyamatában: temporoparietális csomópont, inferior frontális gyrus, és superior frontális gyrus, melyeket megtévesztés során aktívabbaknak találnak, mint a kontroll válaszok (igaz állítások) esetén. Itt az inferior frontális gyrus köthető a válaszgátlás folyamatához (az igazság elrejtéséhez), a válasz szelekció és tervezés a hazugság kitalálásához pedig általában mindhárom terület aktivitásával összefüggésbe hozható.
Meglepő eredmény, hogy a limbikus rendszerben általában nem találtak jelentős különbséget hazudáskor az igazmondáshoz képest, amíg a poligráf éppen az érzelmi különbségek hatását méri. Az érzelmi reakcióval és a limbikus rendszerrel kapcsolatos kérdésekre egyes kutatásokban olyan válaszokat találtak, mint az amigdala és hippokampusz, illetve az anterior insula megnövekedett aktivitása. Az utóbbi eredmény megfelel annak a feltételezésnek, hogy az anterior insula központi szerepet tölt be olyan agyi aktivitások közvetítésében, amelyek az érzelmi feszültség poligráf által is mérhető (periférikus) megnyilvánulásait eredményezik. Ezen megfontolások és eredmények alapján a kutatók szükségesnek látják, hogy a jövőben a limbikus rendszer és érzelmi, kognitív folyamatok is integrálva legyenek a megtévesztés funkcionális anatómiai modelljeibe.

## Kritikák és korlátok
A módszer szilárdabb elméletet, több kutatást és széles körű standardizálást igényel ahhoz, hogy valós körülmények közt megbízhatóan fel lehessen használni. A kutatási eredmények sikeres értelmezéséhez a megtévesztésnek egy érvényes, megbízható modellje szükséges, mivel ennek hiányában a megfigyelt aktivitás nem tulajdonítható egyértelműen a hazugságnak. A fentebb leírt megtévesztéshez kapcsolt aktivitási minták hasonlóak más tanulmányok során megfigyelt elváltozásokhoz is, amelyben ezt olyan feladatokhoz kapcsolták, mint például munkamemória tesztek, hibamonitorozás, feleletválasztás, célpont észlelés. Hasonló, még nem kutatott elvi probléma, hogy a válasz legátolása, amit az fMRI észlelhet, természetes reakció is lehet, hiszen nem feltétlen mondunk ki azonnal bármit, amit tudunk: például egy pillanatnyi mérlegelés nem bizonyítja a megtévesztést. A jel megbízhatósága és helyes lokalizációja attól is függ, hogy a személyek mennyire teljesítik a feladatot pontosan, mennyire követik az instrukciókat mindvégig. Kiemelkedő probléma, hogy a vizsgált személynek az fMRI szkennelés során teljesen mozdulatlanul kell tartania a fejét, másképpen igen nehezen vehető fel használható adat. Így ez a vizsgálat a személy önkéntes és teljes körű együttműködését igényli. Mindezek miatt ajánlott lenne mindvégig kiemelten figyelni a személy együttműködését, viselkedését (például a feladatokban reakcióidő és pontosság mérésével), illetve az érzelmi töltetet, feszültséget tartalmazó feladatban bőrellenállást, pulzust is mérni, hogy tudjuk, valóban a feltételezett érzelmi reakciók jöttek-e létre.
További kritika, hogy az fMRI által felvett aktivitásmintázatok összehasonlító alapjait egészséges, válogatott vizsgálati személyekkel végezték – tisztázatlan, hogy ez helytálló-e a „valódi világ” vizsgálni kívánt személyeivel, hiszen ismeretes, hogy az agyi aktivitás (és így az fMRI értékek is) különbségeket mutatnak olyan változók függvényében, mint életkor, egészség, gyógyszerfogyasztás, személyiségzavar, stb.
Mindezek mellett az fMRI készülék előállítása és üzemeltetése is rendkívül költséges. Erre a problémára lehetne megoldás az fNIRS (functional near-infrared spectroscopy), amely egy olyan, az fMRI-hez hasonló elven működő képalkotó eljárás, amely infravörös fényt használva szintén az egyes agyi régiók aktivitásmintázatához köthető helyi vérátáramlás-változás vizsgálatát teszi lehetővé, de csak legfeljebb néhány centiméter mélységben, és az fMRI-hez képest alacsonyabb felbontásban. A készülék viszont olcsóbb, és a rendszer sokkal kisebb kiszerelésű, hordozható is lehet. Újabb kísérletek során már ezzel a technológiával is végeztek sikeres hazugságvizsgálatokat.

## Felhasználási lehetőségek és precedensek
Az első kutatások sikere felkeltette az érdeklődést, és az fMRI hazugságvizsgálat hamarosan kereskedelmi vállalkozás képében is megjelent, de a költségek valószínűtlenné teszik a módszer elterjedtebb felhasználását bűnüldözési vagy egyéb területeken a közeljövőben. A hazugságvizsgálatoknak az igazságszolgáltatásban lenne prioritása, de ahhoz nincs elegendő kutatás és adat, hogy elég megbízhatónak találják a bíróságok. Az USA-ban történtek kezdeményezések, de az fMRI hazugságvizsgálat eredményeit még egyszer sem ítélték bizonyítékként felhasználhatónak, pedig elvben lehetséges, és már legalább két olyan per ismert, amelyben ezt kérvényezték. Indiában viszont 2008-ban egy bíró elsőként értékelte perdöntő bizonyítékként a vádlott agyi leképezéssel lefolytatott hazugságvizsgálatát egy emberölési perben, ezzel újabb vitákat keltve a módszer megbízhatóságával és használatának etikájával kapcsolatban.